# Medal of Honor: European Assault
Medal of Honor: European Assault är en förstapersonsskjutare utvecklad av EA Los Angeles och utgiven av Electronic Arts år 2005. Spelet släpptes till GameCube, PlayStation 2 och Xbox. European Assault är det åttonde spelet i serien Medal of Honor. Spelet utspelar sig vid fyra olika händelser under andra världskriget. Huvudpersonen är Löjtnant William Holt.